# Публій Елій Пет (консул 337 року до н. е.)
Пу́блій Е́лій Пет (лат. Publius Aelius Paetus; IV—III століття до н. е.) — політичний, державний і військовий діяч Римської республіки, консул 337 року до н. е., начальник кінноти 321 року до н. е., перший плебей, що став авгуром і першим зі свого роду, що досягнув найвищих посад магістрату.

## Біографія
Походив з плебейського роду Еліїв. Про батьків, дитячі й молоді роки Публія Елія відомостей не збереглося.
337 року до н. е. його було обрано консулом разом з Гаєм Сульпіцієм Лонгом. Того ж року розпочалася війна із війна між сідіцинами і союзними Римській республіці аврунками. Обидва консули були спрямовані їм на допомогу, однак, через свою неквапливість вони не встигли допомогти союзникам, тому сенат призначив диктатора Гая Клавдія Красса Інрегілленса.
321 року до н. е. призначений диктатором Квінт Фабій Амбуст у свою чергу призначив своїм заступником — начальником кінноти Публія Елія. Але їх відразу ж було замінено через порушення при призначенні.
У 299 році до н. е. Публій Елій став першим з п'яти плебеїв, яких було вибрано вперше до жрецької колегії авгурів.
Відтоді про подальшу долю Публія Елія Пета згадок немає.